# Hypopterygium didictyon
Hypopterygium didictyon är en bladmossart som beskrevs av C. Müller 1850. Hypopterygium didictyon ingår i släktet Hypopterygium och familjen Hookeriaceae. Inga underarter finns listade i Catalogue of Life.